# Первые полуцентовые монеты США
Первые полуцентовые монеты США — тип монет США номиналом в полцента, выпускавшихся с 1793 по 1808 год. За достаточно непродолжительный период (с 1793 по 1857 год) было отчеканено несколько типов и разновидностей полуцентовых монет.

## История
Монетный акт 1792 года предусматривал выпуск медных полуцентовых монет. Первые монеты были отчеканены в 1793 году. Женщина, символизирующая Свободу, на аверсе была изображена с бантом. На монете 1793 года она смотрела влево, в 1794—1797 — вправо. С 1800 года стали чеканиться монеты, на аверсе которых находился драпированный бюст Свободы. Изображение повторяло другие монеты, находившиеся в обиходе. Всего до 1808 года было выпущено чуть менее 18 миллионов монет данного типа.
В связи с несовершенством системы чеканки того времени существует множество разновидностей каждого типа монеты, которые могут отличаться как по массе, наличии надписей на гурте и диаметру.

## Тираж
| Год  | Отчеканено в Филадельфии |
| ---- | ------------------------ |
| 1793 | 35 334                   |
| 1794 | 81 600                   |
| 1795 | 139 690                  |
| 1796 | 1 390                    |
| 1797 | 127 840                  |
| 1800 | 202 908                  |
| 1802 | 20 266                   |
| 1803 | 92 000                   |
| 1804 | 1 055 312                |
| 1805 | 814 464                  |
| 1806 | 356 000                  |
| 1807 | 476 000                  |
| 1808 | 400 000                  |